# The Pioneers
The Pioneers är en jamaicansk reggaetrio vars storhetstid var på 1960-talet.
De var en av de mest kända harmonigrupperna från den första reggaeperioden i slutet av 1960-talet. Gruppen har ibland bytt medlemmar, men uppträder fortfarande då och då. De var populära i Storbritannien, särskilt bland skinheads. De har haft två stora hits där: "Long Shot Kick de Bucket" 1969, och "Let Your Yeah Be Yeah" vilken nådde # 5 på UK Singles Chart 1971.
1980 gjorde The Specials en cover på "Long Shot Kick de Bucket", som togs med på deras "Special AKA Live!" EP, vilken nådde # 1 i Storbritannien.

## Diskografi
Album
- 1968 – Greetings From The Pioneers (Amalgamated, producerad av Joe Gibbs)
- 1969 – Long Shot (Trojan Records, producerad av Leslie Kong)
- 1970 – Battle Of The Giants (Trojan Records, producerad av Leslie Kong)
- 1971 – Yeah (Trojan Records)
- 1972 – I Believe In Love (Trojan Records)
- 1973 – Freedom Feeling (Trojan Records)
- 1974 – I'm Gonna Knock On Your Door (Trojan Records)
- 1977 – Roll On Muddy River (Trojan Records)
- 1978 – Pusher Man (Squad Disco / Trojan Records)
- 1980 – What A Feeling (Pioneer International)

Samlingar
- From The Beginning 1969–1976 (WWS)
- Kick De Bucket (Rhino)
- 1979 – Greatest Reggae Hits (Trojan Records)
- 2003 – Give And Take: The Best of The Pioneers (Trojan Records)